# Alabama State Route 39
Alabama State Route 39 ist ein in Nord-Süd-Richtung verlaufender Highway im US-Bundesstaat Alabama.
Der Highway beginnt am U.S. Highway 11 nördlich von Livingston und endet bei Clinton an der Alabama State Route 14. Die State Route ist eine ländliche zweispurige Straße, die Livingston mit dem westlichen Greene County verbindet. In Gainesville trifft die Straße auf die Alabama State Route 116.